# Minaret de Philippe Suchard

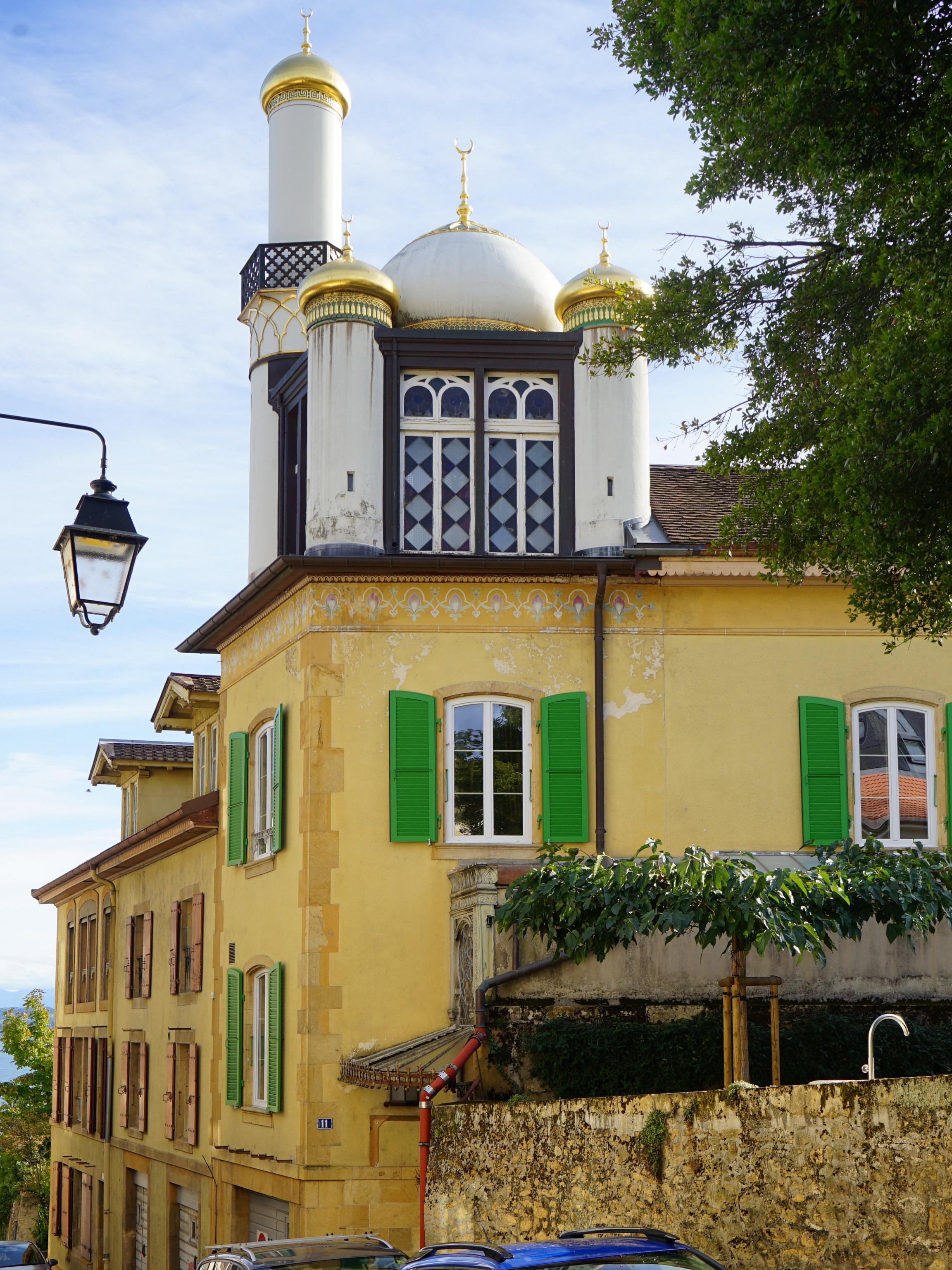
Ansicht von Minarett und Haus, 2023

Mit «Minaret de Philippe Suchard» (deutsch Minarett des Philippe Suchard) wird das Wohnhaus des Schokoladenfabrikanten Suchard in Neuenburg (französisch Neuchâtel) in der Schweiz bezeichnet. Es wurde 1868 erbaut und ist ein denkmalgeschütztes Gebäude im orientalischen Stil.

## Lage
Das Bauwerk liegt in der Häuserzeile der Altstadt («Rue Guillaume Farel 11») von Serrières, einem Arbeiterquartier von Neuenburg. Schräg gegenüber stehen mit Pfarrhaus und reformierter Kirche (Temple de Serrières) zwei weitere Gebäude unter Kulturgüterschutz. Hinter der Kirche erhebt sich mit der Moulin de la Voûte (Gewölbemühle) ein ehemaliges Gebäude der Fabrik Suchard aus der Schlucht der Serrière.

## Geschichte
Der Industrielle Philippe Suchard (1797–1883) gilt auch als ein grosser Reiseliebhaber. Er bereiste mehrfach die Vereinigten Staaten und 1864 und 1865 den Mittelmeerraum sowie den Orient. Im Alter von 76 Jahren unternahm er eine fünfmonatige Weltreise. Er beauftragte  den Architekten Louis-Daniel Perrier mit dem Entwurf eines exotischen Dachzimmers seines Wohnhauses. Perrier entwarf ebenfalls die maurische Umrandung eines Brunnens in der «Rue des Usines» in der Schlucht. Die gegenüberliegende grosse, «L’Orientale» genannte Fabrik im selben Stil wurde 1890 in der «Rue des Usines 16» errichtet und 1957 durch ein Feuer zerstört.

## Beschreibung

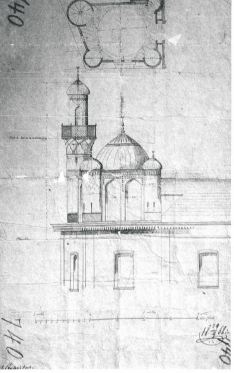
Zeichnung des Architekten, 1868

Das Dachzimmer ist nicht rechteckig, da die Fassade des Hauses dem Strassenverlauf folgt. Es trägt in der Mitte eine Kuppel und wird an den vier Ecken von runden Säulen geprägt. Die Säule an der Südostecke ist höher und als Minarett mit einem umlaufenden Geländer ausgebildet. Die weissen Säulen und das Minarett werden von goldenen Kuppeln mit Halbmonden gekrönt. Das Dachzimmer ist «ein kleines persönliches Kabinett mit orientalisch anmutenden Malereien». Der Eingang des Hauses ist im maurischen Stil gestaltet.

## Belege
1. 1 2  Ein Hauch von Orient inmitten von Schokolade-Dünsten. In: Neuchâtel-Serrières – Rund um das Erbe von Suchard. (PDF; 8,1 MB, dreisprachig), abgerufen am 11. November 2023. S. 16–17, 8–9.

Koordinaten: 46° 58′ 55,9″ N, 6° 54′ 12,3″ O; CH1903: 559281 / 203598